# Meghan Collison
Meghan Collison (Edmonton, Alberta, 2 de febrero de 1988) es una modelo canadiense.

## Carrera
Collison nació en Edmonton, Alberta, y fue descubierta en un centro comercial local por Kelly Streit de la agencia Mode Models. A la edad de dieciocho años se mudó a Nueva York y saltó a la fama como una de las mejores modelos del mundo, trabajando internacionalmente en los principales mercados de moda. Su gran oportunidad llegó en octubre de 2007, cuando apareció en la portada de versión italiana de la revista Vogue, fotografiada por Steven Meisel. Desde entonces ha realizado shows y anuncios para Dolce & Gabbana, Marc Jacobs, Prada, Anna Sui, H & M, Topshop, Swarovski, Valentino, Givenchy, Louis Vuitton y otros prominentes diseñadores de moda. También ha aparecido en editoriales en W Magazine, Pop, Dazed & Confused y en las ediciones en italiano, ruso, alemán, japonés, francés, inglés y chino de Vogue.